# Radu Maltopol
Radu Tudor (sau Teodor) Maltopol (n. 10 august 1940, București, România) este un muzician și jurnalist român.
Pianist de jazz, a rămas în Olanda în 1969 în timpul unui turneu organizat de ARIA. A lucrat sub pseudonimul Radu Teodor la redacția muzicală a postului Radio Europa Liberă, secția în limba română, fiind responsabilul emisiunii Metronom după moartea lui Cornel Chiriac. El a fost menționat de către scriitorul ucrainean Iurii Andruhovici în romanul său "Secret".